# Adrian Arthur Senger
Adrian Arthur Senger (* 27. Mai 1926 in Maidbronn; † 6. August 2016) war ein Maler und Grafiker.
Die Ausbildung von Senger zum Maler und Restaurator erfolgte bei A. Menna in Würzburg in der Zeit von 1940 bis 1943. Eine erste künstlerische Beeinflussung fand durch Heiner Dikreiter statt. Senger studierte von 1948 bis 1951 an der Akademie der Bildenden Künste München, er wurde betreut von Fritz Helmuth Ehmcke und Emil Preetorius. Nach dem Kriegsdienst war er als Grafiker tätig, von 1959 bis 1971 bei der Firma Giori in Mailand. Von 1960 bis 1962 setzte er seine Studien an der Accademia di Belle Arti di Brera bei Cantatore fort. Zu seinen Arbeiten zählte das Entwerfen von Geldscheinen und Wertpapieren. Ab 1971 war er freischaffender Maler und Grafiker in Schwarzenbach an der Saale, dem Herkunftsort seiner Frau Lore, geb. Fickert. Die Heirat war 1961. Von 1977 bis 1981 erhielt er einen Lehrauftrag an der Fachhochschule Coburg. Von 1979 bis 1987 war er außerdem Grafiker und künstlerischer Berater bei der Firma De la Rue Giori in Lausanne. Ihm wurde 1982 das Bundesverdienstkreuz am Bande verliehen. Er erhielt verschiedene öffentliche Aufträge für Wandmalereien. Er war 1987 an den Entwürfen für das Bargeld der Deutschen Mark beteiligt. Seine Ausstellungen waren im In- und Ausland zu sehen. Im Jahr 1985 erschien in der Oberfränkischen Verlagsanstalt Hof sein Buch wir verschweben – wir verschwinden mit 95 Aquarellen und einer Einleitung von Eugen Gomringer. Seine Bilder sind Teil öffentlicher und privater Sammlungen. Nach 2011 lebte er abwechselnd bei seinen beiden Töchtern in der Oberpfalz und in Oberbayern und blieb der Malerei verbunden.

## Ehrungen
- 1982: Träger des Bundesverdienstkreuzes am Bande
- 1993: Kulturpreis der oberfränkischen Wirtschaft
- 2000: Kulturpreis Frankenbund
- 2006: Stadtmedaille Schwarzenbach an der Saale